# タンザニアの大統領一覧
タンザニアの大統領（タンザニアのだいとうりょう、スワヒリ語: Rais wa Jamhuri ya 
Muungano wa Tanzania（スワヒリ語）, 英語: President of the United Republic of Tanzania）は、東アフリカのタンザニア連合共和国の元首であり、行政府の長たる大統領である。

## 選出
大統領は国民の直接選挙によって選出される。任期は5年で、3選禁止。大統領選挙に立候補するには、40歳以上のタンザニア国民であり、政党に所属しているか、無所属であっても政党の推薦を受けている必要がある。また大統領候補は副大統領候補も指名し、選挙戦は正副大統領候補がセットで戦う。
タンザニアはタンガニーカとザンジバルが1964年に連合国家を組むことで誕生した国である。よって、両国の対等な連合を示すため、大統領がタンガニーカ出身であれば第一副大統領にはザンジバル出身者が当てられる。逆の場合も同様である。

## 権限
タンザニアは大統領制の共和国である。大統領は首相その他閣僚の任免権を持ち、軍の最高指揮権、恩赦権などを行使する。閣僚は国民議会議員の中から任命しなければならないが、大統領は国民議会議員の一部に任命枠を持っており、大統領任命枠の議員にも閣僚になる権利が与えられている。
ザンジバルの政治は、外交・国防・通貨といった連合全体に関わる事項を除き、独自の自治政府であるザンジバル革命政府が担う。そのため連合共和国大統領の権限は、必然的に連合全体に関する事項およびタンガニーカに関することが主となる。

## 大統領の一覧
| タンガニーカ・ザンジバル連合共和国 |                                              |        |              |                                        |                               |                                |                                |                   |
| 代                                 | 大統領                                       | 大統領 | 出身地       | 所属政党                               | 期                            | 在任期間                       | 在任期間                       | 備考              |
| 01                                 | ジュリウス・ニエレレ Julius Nyerere          |        | タンガニーカ | タンガニーカ・ アフリカ民族同盟 (TANU) | 1                             | 1962年12月9日 - 1964年10月29日 | 1年 + 325日                    |                   |
| タンザニア共和国                   |                                              |        |              |                                        |                               |                                |                                |                   |
| 代                                 | 大統領                                       | 大統領 | 出身地       | 所属政党                               | 期                            | 在任期間                       | 在任期間                       | 備考              |
| (1)                                | ジュリウス・ニエレレ Julius Nyerere          |        | タンガニーカ | タンガニーカ・ アフリカ民族同盟 (TANU) | 1                             | 1964年11月1日 - 1965年11月     | 21年 + 4日 （計 22年 + 331日） | 国名改称          |
| (1)                                | ジュリウス・ニエレレ Julius Nyerere          | 2      | タンガニーカ | タンガニーカ・ アフリカ民族同盟 (TANU) | 1965年11月 - 1970年11月       |                                | 21年 + 4日 （計 22年 + 331日） |                   |
| (1)                                | ジュリウス・ニエレレ Julius Nyerere          | 3      | タンガニーカ | タンガニーカ・ アフリカ民族同盟 (TANU) | 1970年11月 - 1975年11月       |                                | 21年 + 4日 （計 22年 + 331日） |                   |
| (1)                                | ジュリウス・ニエレレ Julius Nyerere          | 4      | タンガニーカ | タンガニーカ・ アフリカ民族同盟 (TANU) | 1975年11月 - 1977年2月5日     |                                | 21年 + 4日 （計 22年 + 331日） |                   |
| (1)                                | ジュリウス・ニエレレ Julius Nyerere          | 4      | タンガニーカ | タンザニア革命党 (CCM)                 | 1977年2月5日 - 1980年11月     | 新党結成                       | 21年 + 4日 （計 22年 + 331日） |                   |
| (1)                                | ジュリウス・ニエレレ Julius Nyerere          | 5      | タンガニーカ | タンザニア革命党 (CCM)                 | 1980年11月 - 1985年11月5日    |                                | 21年 + 4日 （計 22年 + 331日） |                   |
| 02                                 | アリ・ハッサン・ムウィニ Ali Hassan Mwinyi   |        | ザンジバル   | タンザニア革命党 (CCM)                 | 6                             | 1985年11月5日 - 1990年11月     | 10年 + 18日                    |                   |
| 02                                 | アリ・ハッサン・ムウィニ Ali Hassan Mwinyi   | 7      | ザンジバル   | タンザニア革命党 (CCM)                 | 1990年11月 - 1995年11月23日   |                                | 10年 + 18日                    |                   |
| 03                                 | ベンジャミン・ムカパ Benjamin Mkapa          |        | タンガニーカ | タンザニア革命党 (CCM)                 | 8                             | 1995年11月23日 - 2000年11月    | 10年 + 28日                    |                   |
| 03                                 | ベンジャミン・ムカパ Benjamin Mkapa          | 9      | タンガニーカ | タンザニア革命党 (CCM)                 | 2000年11月 - 2005年12月21日   |                                | 10年 + 28日                    |                   |
| 04                                 | ジャカヤ・キクウェテ Jakaya Kikwete          |        | タンガニーカ | タンザニア革命党 (CCM)                 | 10                            | 2005年12月21日 - 2010年11月    | 9年 + 319日                    |                   |
| 04                                 | ジャカヤ・キクウェテ Jakaya Kikwete          | 11     | タンガニーカ | タンザニア革命党 (CCM)                 | 2010年11月 - 2015年11月5日    |                                | 9年 + 319日                    |                   |
| 05                                 | ジョン・マグフリ John Pombe Joseph Magufuli  |        | タンガニーカ | タンザニア革命党 (CCM)                 | 12                            | 2015年11月5日 - 2020年11月5日  | 5年 + 132日                    |                   |
| 05                                 | ジョン・マグフリ John Pombe Joseph Magufuli  | 13     | タンガニーカ | タンザニア革命党 (CCM)                 | 2020年11月5日 - 2021年3月17日 | 在任中に死去                   | 5年 + 132日                    |                   |
| 06                                 | サミア・スルフ・ハッサン Samia Suluhu Hassan | 13     |              | ザンジバル                             | タンザニア革命党 (CCM)        | 2021年3月19日 - （現職）       | 3年 + 358日                    | 昇格 （副大統領） |